# Classi dei corsi di studio in Italia
Le classi dei corsi di studio in Italia sono dei raggruppamenti, individuati con separati decreti ministeriali, dei corsi di studio delle università italiane.

## Storia
Sono state istituite dall'articolo 4 del decreto Ministero dell'università e della ricerca scientifica e tecnologica 3 novembre 1999, n. 509 e confermate dall'articolo 4 del decreto del Ministero dell'istruzione, dell'università e della ricerca 22 ottobre 2004, n. 270. Gli obiettivi formativi comuni consistono in una rosa di crediti distribuiti in settori scientifico-disciplinari definiti a livello nazionale dalle tabelle delle classi, mentre gli atenei sono totalmente liberi nel determinare, nell'ordinamento dei propri corsi, la distribuzione dei rimanenti crediti. Il valore legale non va confuso con il valore abilitante: le classi delle lauree delle professioni sanitarie includono corsi di laurea la cui prova finale ha valore di esame di Stato abilitante all'esercizio di professioni diverse, pur nell'àmbito della stessa classe.
Fino al riordino previsto dalle disposizioni transitorie del decreto MIUR 270/2004, restano in vigore le classi dei corsi di studio determinate dai decreti MURST 4 agosto 2000 (lauree), 28 novembre 2000 (lauree specialistiche), MURST-Sanità 2 aprile 2001 (lauree professioni sanitarie), MURST-Sanità 2 aprile 2001 (lauree specialistiche professioni sanitarie), MURST-Difesa-Finanze 12 aprile 2001 (lauree e lauree specialistiche in scienze della difesa e della sicurezza, finalizzate alla formazione degli ufficiali dei corpi militari, da attivare in convenzione con le accademie e gli altri istituti per la formazione di ufficiali, con eventuale possibilità di accesso anche a studenti non militari).

## Caratteristiche
Raggruppano diversi corsi di laurea, e sono organizzate e classificate in base al loro livello, e posso condividere alcuni obiettivi formativi e, in ragion di ciò, rilasciano titoli aventi identico valore legale, sono inoltre generalmente ripartiti in una o più classi di laurea.
I corsi afferiscono ad uno o più dipartimenti universitari; gli organi che si occupano degli atti del medesimo il Presidente del Corso di Laurea coadiuvato dal Consiglio del Corso di Laurea ( che elegge il Presidente) e da tutto il corpo docente dei professori e ricercatori.

## Ordinamento attuale (D.M. 270/04)

### Laurea
Di seguito le classi di laurea del nuovo ordinamento:
- L-01 Beni Culturali
- L-02 Biotecnologie
- L-03 Discipline delle Arti Figurative, della Musica, dello Spettacolo e della Moda
- L-04 Disegno Industriale
- L-05 Filosofia
- L-06 Geografia
- L-07 Ingegneria Civile e Ambientale
- L-08 Ingegneria dell'Informazione
- L-09 Ingegneria Industriale
- L-10 Lettere
- L-11 Lingue e Culture Moderne
- L-12 Mediazione Linguistica
- L-13 Scienze Biologiche
- L-14 Scienze dei Servizi Giuridici
- L-15 Scienze del Turismo
- L-16 Scienze dell'Amministrazione e dell'Organizzazione
- L-17 Scienze dell'Architettura
- L-18 Scienze dell'Economia e della Gestione Aziendale
- L-19 Scienze dell'Educazione e della Formazione
- L-20 Scienze della Comunicazione
- L-21 Scienze della Pianificazione Territoriale, Urbanistica, Paesaggistica e Ambientale
- L-22 Scienze delle Attività Motorie e Sportive
- L-23 Scienze e Tecniche dell'Edilizia
- L-24 Scienze e Tecniche Psicologiche
- L-25 Scienze e Tecnologie Agrarie e Forestali
- L-26 Scienze e Tecnologie Agro-Alimentari
- L-27 Scienze e Tecnologie Chimiche
- L-28 Scienze e Tecnologie della Navigazione
- L-29 Scienze e Tecnologie Farmaceutiche
- L-30 Scienze e Tecnologie Fisiche
- L-31 Scienze e Tecnologie Informatiche
- L-32 Scienze e Tecnologie per l'Ambiente e la Natura
- L-33 Scienze Economiche e Statistiche
- L-34 Scienze Geologiche
- L-35 Scienze Matematiche
- L-36 Scienze Politiche e delle Relazioni Internazionali
- L-37 Scienze Sociali per la Cooperazione, lo Sviluppo e la Pace
- L-38 Scienze Zootecniche e Tecnologie delle Produzioni Animali
- L-39 Servizio Sociale
- L-40 Sociologia
- L-41 Statistica
- L-42 Storia
- L-43 Diagnostica per la conservazione dei beni culturali
- L-SC.MAT Scienze dei Materiali[4]
- L-GASTR Scienze, culture e politiche della gastronomia[5]

#### Laurea nelle Scienze della Difesa e della Sicurezza
- L/DS Classe delle Lauree in Scienze della Difesa e della Sicurezza
- L/SC Classe delle Lauree in Scienze Criminologiche e della Sicurezza

#### Laurea delle Professioni Sanitarie
- L/SNT01 Classe delle Lauree delle Professioni Sanitarie Infermieristiche e Professione Sanitaria Ostetrica
- L/SNT02 Classe delle Lauree delle Professioni Sanitarie della Riabilitazione
- L/SNT03 Classe delle Lauree delle Professioni Sanitarie Tecniche
- L/SNT04 Classe delle Lauree delle Professioni Sanitarie della Prevenzione

#### Laurea professionalizzante
Le lauree professionalizzanti sono anche note come "lauree nelle professioni tecniche" o "lauree a orientamento professionale".
- L-P01 Professioni tecniche per l'edilizia e il territorio
- L-P02 Professioni tecniche agrarie, alimentari e forestali
- L-P03 Professioni tecniche industriali e dell'informazione

### Laurea magistrale
Di seguito le classi di laurea magistrale e a ciclo unico del nuovo ordinamento:
- LM-1 Antropologia culturale ed etnologia
- LM-2 Archeologia
- LM-3 Architettura del paesaggio
- LM-4 Architettura e ingegneria edile-architettura (a ciclo unico)
- LM-5 Archivistica e biblioteconomia
- LM-6 Biologia
- LM-7 Biotecnologie agrarie
- LM-8 Biotecnologie industriali
- LM-9 Biotecnologie mediche, veterinarie e farmaceutiche
- LM-10 Conservazione dei beni architettonici e ambientali
- LM-11 Scienze per la conservazione e restauro dei beni culturali
- LM-12 Design
- LM-13 Farmacia e farmacia industriale
- LM-14 Filologia moderna
- LM-15 Filologia, letterature e storia dell'antichità
- LM-16 Finanza
- LM-17 Fisica
- LM-18 Informatica
- LM-19 Informazione e sistemi editoriali
- LM-20 Ingegneria aerospaziale e astronautica
- LM-21 Ingegneria biomedica
- LM-22 Ingegneria chimica
- LM-23 Ingegneria civile
- LM-24 Ingegneria dei sistemi edilizi
- LM-25 Ingegneria dell'automazione
- LM-26 Ingegneria della sicurezza
- LM-27 Ingegneria delle telecomunicazioni
- LM-28 Ingegneria elettrica
- LM-29 Ingegneria elettronica
- LM-30 Ingegneria energetica e nucleare
- LM-31 Ingegneria gestionale
- LM-32 Ingegneria informatica
- LM-33 Ingegneria meccanica
- LM-34 Ingegneria navale
- LM-35 Ingegneria per l'ambiente e il territorio
- LM-36 Lingue e letterature dell'Africa e dell'Asia
- LM-37 Lingue e letterature moderne europee e americane
- LM-38 Lingue moderne per la comunicazione e la cooperazione internazionale
- LM-39 Linguistica
- LM-40 Matematica
- LM-41 Medicina e Chirurgia (a ciclo unico)
- LM-42 Medicina Veterinaria (a ciclo unico)
- LM-43 Metodologie informatiche per le discipline umanistiche
- LM-44 Modellistica matematico-fisica per l'ingegneria
- LM-45 Musicologia e beni musicali
- LM-46 Odontoiatria e protesi dentaria (a ciclo unico)
- LM-47 Organizzazione e gestione dei servizi per lo sport e le attività motorie
- LM-48 Pianificazione territoriale urbanistica e ambientale
- LM-49 Progettazione e gestione dei sistemi turistici
- LM-50 Programmazione e gestione dei servizi educativi
- LM-51 Psicologia
- LM-52 Relazioni internazionali
- LM-53 Scienza e ingegneria dei materiali
- LM-54 Scienze chimiche
- LM-55 Scienze cognitive
- LM-56 Scienze dell'economia
- LM-57 Scienze dell'educazione degli adulti e della formazione continua
- LM-58 Scienze dell'universo
- LM-59 Scienze della comunicazione pubblica, d'impresa e pubblicità
- LM-60 Scienze della natura
- LM-61 Scienze della nutrizione umana
- LM-62 Scienze della politica
- LM-63 Scienze delle pubbliche amministrazioni
- LM-64 Scienze delle religioni
- LM-65 Scienze dello spettacolo e produzione multimediale
- LM-66 Sicurezza informatica
- LM-67 Scienze e tecniche delle attività motorie preventive e adattate
- LM-68 Scienze e tecniche dello sport
- LM-69 Scienze e tecnologie agrarie
- LM-70 Scienze e tecnologie alimentari
- LM-71 Scienze e tecnologie della chimica industriale
- LM-72 Scienze e tecnologie della navigazione (80/M)
- LM-73 Scienze e tecnologie forestali e ambientali
- LM-74 Scienze e tecnologie geologiche
- LM-75 Scienze e tecnologie per l'ambiente e il territorio
- LM-76 Scienze economiche per l'ambiente e la cultura
- LM-77 Scienze economico-aziendali
- LM-78 Scienze filosofiche
- LM-79 Scienze geofisiche
- LM-80 Scienze geografiche
- LM-81 Scienze per la cooperazione allo sviluppo
- LM-82 Scienze statistiche
- LM-83 Scienze statistiche attuariali e finanziarie
- LM-84 Scienze storiche
- LM-85 Scienze pedagogiche
- LM-85bis Scienze della formazione primaria
- LM-86 Scienze zootecniche e tecnologie animali
- LM-87 Servizio sociale e politiche sociali
- LM-88 Sociologia e ricerca sociale
- LM-89 Storia dell'arte
- LM-90 Studi europei
- LM-91 Tecniche e metodi per la società dell'informazione
- LM-92 Teorie della comunicazione
- LM-93 Teorie e metodologie dell'E-Learning e della media education
- LM-94 Traduzione specialistica e interpretariato
- LMG-01 Giurisprudenza (a ciclo unico)
- LMR-02 Conservazione e Restauro dei Beni Culturali (a ciclo unico)
- LM-SC-GIUR Scienze Giuridiche[7]
- LM-DATA Data Science[4]
- LM-SC.MAT. Scienze dei materiali[4]
- LM-GASTR Scienze economiche e sociali della gastronomia[5]

#### Laurea magistrale della difesa e della sicurezza
- LM/DS Scienze della Difesa e della Sicurezza[8]
- LM/SC Scienze Criminologiche Applicate all'Investigazione e alla Sicurezza

#### Laurea magistrale nelle scienze delle professioni sanitarie[9]
- LM/SNT01 Lauree Magistrali nelle Scienze Infermieristiche e Ostetriche
- LM/SNT02 Lauree Magistrali nelle Scienze delle Professioni Sanitarie della Riabilitazione
- LM/SNT03 Lauree Magistrali nelle Scienze delle Professioni Sanitarie Tecniche
- LM/SNT04 Lauree Magistrali nelle Scienze delle Professioni Sanitarie della Prevenzione

## Ordinamento previgente (D.M. 509/1999)

### Laurea
Di seguito le classi di laurea dell'ordinamento sancito dal Decreto 509/1999:
- 01 Classe delle lauree in biotecnologie
- 02 Classe delle lauree in scienze dei servizi giuridici
- 03 Classe delle lauree in scienze della mediazione linguistica
- 04 Classe delle lauree in scienze dell'architettura e dell'ingegneria edile
- 05 Classe delle lauree in lettere
- 06 Classe delle lauree in scienze del servizio sociale
- 07 Classe delle lauree in urbanistica e scienze della pianificazione territoriale e ambientale
- 08 Classe delle lauree in ingegneria civile e ambientale
- 09 Classe delle lauree in ingegneria dell'informazione
- 10 Classe delle lauree in ingegneria industriale
- 11 Classe delle lauree in lingue e culture moderne
- 12 Classe delle lauree in scienze biologiche
- 13 Classe delle lauree in scienze dei beni culturali
- 14 Classe delle lauree in scienze della comunicazione
- 15 Classe delle lauree in scienze politiche e delle relazioni internazionali
- 16 Classe delle lauree in scienze della Terra
- 17 Classe delle lauree in scienze dell'economia e della gestione aziendale
- 18 Classe delle lauree in scienze dell'educazione e della formazione
- 19 Classe delle lauree in scienze dell'amministrazione
- 20 Classe delle lauree in scienze e tecnologie agrarie, agroalimentari e forestali
- 21 Classe delle lauree in scienze e tecnologie chimiche
- 22 Classe delle lauree in scienze e tecnologie della navigazione marittima e aerea
- 23 Classe delle lauree in scienze e tecnologie delle arti figurative, della musica, dello spettacolo e della moda
- 24 Classe delle lauree in scienze e tecnologie farmaceutiche
- 25 Classe delle lauree in scienze e tecnologie fisiche
- 26 Classe delle lauree in scienze e tecnologie informatiche
- 27 Classe delle lauree in scienze e tecnologie per l'ambiente e la natura
- 28 Classe delle lauree in scienze economiche
- 29 Classe delle lauree in filosofia
- 30 Classe delle lauree in scienze geografiche
- 31 Classe delle lauree in scienze giuridiche
- 32 Classe delle lauree in scienze matematiche
- 33 Classe delle lauree in scienze delle attività motorie e sportive
- 34 Classe delle lauree in scienze e tecniche psicologiche
- 35 Classe delle lauree in scienze sociali per la cooperazione, lo sviluppo e la pace
- 36 Classe delle lauree in scienze sociologiche
- 37 Classe delle lauree in scienze statistiche
- 38 Classe delle lauree in scienze storiche
- 39 Classe delle lauree in scienze del turismo
- 40 Classe delle lauree in scienze e tecnologie zootecniche e delle produzioni animali
- 41 Classe delle lauree in tecnologie per la conservazione e il restauro dei beni culturali
- 42 Classe delle lauree in disegno industriale

#### Laurea nelle professioni sanitarie
- SNT/01 Classe delle lauree in professioni sanitarie infermieristiche e professione sanitaria ostetrica
- SNT/02 Classe delle lauree in professioni sanitarie della riabilitazione
- SNT/03 Classe delle lauree in professioni sanitarie tecniche
- SNT/04 Classe delle lauree in professioni sanitarie della prevenzione

#### Laurea per ufficiali militari
- Classe delle lauree in scienze della difesa e della sicurezza

### Laurea specialistica
Di seguito le classi di laurea specialistica dell'ordinamento sancito dal Decreto 509/1999:
- ciclo unico di 6 anni da 360 CFU
- 46/S MEDICINA E CHIRURGIA

- ciclo unico di 5 anni da 300 CFU
- 4/S ARCHITETTURA E INGEGNERIA EDILE
- 14/S FARMACIA E FARMACIA INDUSTRIALE
- 47/S MEDICINA VETERINARIA
- 52/S ODONTOIATRIA E PROTESI DENTARIA

- bienni da 300 CFU (di cui 180 di riconoscimento per carriera di primo livello)
- 1/S ANTROPOLOGIA CULTURALE ED ETNOLOGIA
- 2/S ARCHEOLOGIA
- 3/S ARCHITETTURA DEL PAESAGGIO
- 5/S ARCHIVISTICA E BIBLIOTECONOMIA
- 6/S BIOLOGIA
- 7/S BIOTECNOLOGIE AGRARIE
- 8/S BIOTECNOLOGIE INDUSTRIALI
- 9/S BIOTECNOLOGIE MEDICHE, VETERINARIE E FARMACEUTICHE
- 10/S CONSERVAZIONE DEI BENI ARCHITETTONICI E AMBIENTALI
- 11/S CONSERVAZIONE DEI BENI SCIENTIFICI E DELLA CIVILTÀ INDUSTRIALE
- 12/S CONSERVAZIONE E RESTAURO DEL PATRIMONIO STORICO-ARTISTICO
- 13/S EDITORIA, COMUNICAZIONE MULTIMEDIALE E GIORNALISMO
- 15/S FILOLOGIA E LETTERATURE DELL’ANTICHITÀ
- 16/S FILOLOGIA MODERNA
- 17/S FILOSOFIA E STORIA DELLA SCIENZA
- 18/S FILOSOFIA TEORETICA, MORALE, POLITICA ED ESTETICA
- 19/S FINANZA
- 20/S FISICA
- 21/S GEOGRAFIA
- 22/S GIURISPRUDENZA
- 23/S INFORMATICA
- 24/S INFORMATICA PER LE DISCIPLINE UMANISTICHE
- 25/S INGEGNERIA AEROSPAZIALE E ASTRONAUTICA
- 26/S INGEGNERIA BIOMEDICA
- 27/S INGEGNERIA CHIMICA
- 28/S INGEGNERIA CIVILE
- 29/S INGEGNERIA DELL’AUTOMAZIONE
- 30/S INGEGNERIA DELLE TELECOMUNICAZIONI
- 31/S INGEGNERIA ELETTRICA
- 32/S INGEGNERIA ELETTRONICA
- 33/S INGEGNERIA ENERGETICA E NUCLEARE
- 34/S INGEGNERIA GESTIONALE
- 35/S INGEGNERIA INFORMATICA
- 36/S INGEGNERIA MECCANICA
- 37/S INGEGNERIA NAVALE
- 38/S INGEGNERIA PER L’AMBIENTE E IL TERRITORIO
- 39/S INTERPRETARIATO DI CONFERENZA
- 40/S LINGUA E CULTURA ITALIANA
- 41/S LINGUE E LETTERATURE AFROASIATICHE
- 42/S LINGUE E LETTERATURE MODERNE EUROAMERICANE
- 43/S LINGUE STRANIERE PER LA COMUNICAZIONE INTERNAZIONALE
- 44/S LINGUISTICA
- 45/S MATEMATICA
- 48/S METODI PER L’ANALISI VALUTATIVA DEI SISTEMI COMPLESSI
- 49/S METODI PER LA RICERCA EMPIRICA NELLE SCIENZE SOCIALI
- 50/S MODELLISTICA MATEMATICO-FISICA PER L’INGEGNERIA
- 51/S MUSICOLOGIA E BENI MUSICALI
- 53/S ORGANIZZAZIONE E GESTIONE DEI SERVIZI PER LO SPORT E LE ATTIVITÀ MOTORIE
- 54/S PIANIFICAZIONE TERRITORIALE URBANISTICA E AMBIENTALE
- 55/S PROGETTAZIONE E GESTIONE DEI SISTEMI TURISTICI
- 56/S PROGRAMMAZIONE E GESTIONE DEI SERVIZI EDUCATIVI E FORMATIVI
- 57/S PROGRAMMAZIONE E GESTIONE DELLE POLITICHE E DEI SERVIZI SOCIALI
- 58/S PSICOLOGIA
- 59/S PUBBLICITÀ E COMUNICAZIONE D’IMPRESA
- 60/S RELAZIONI INTERNAZIONALI
- 61/S SCIENZA E INGEGNERIA DEI MATERIALI
- 62/S SCIENZE CHIMICHE
- 63/S SCIENZE COGNITIVE
- 64/S SCIENZE DELL’ECONOMIA
- 65/S SCIENZE DELL’EDUCAZIONE DEGLI ADULTI E DELLA FORMAZIONE CONTINUA
- 66/S SCIENZE DELL’UNIVERSO
- 67/S SCIENZE DELLA COMUNICAZIONE SOCIALE E ISTITUZIONALE
- 68/S SCIENZE DELLA NATURA
- 69/S SCIENZE DELLA NUTRIZIONE UMANA
- 70/S SCIENZE DELLA POLITICA
- 71/S SCIENZE DELLE PUBBLICHE AMMINISTRAZIONI
- 72/S SCIENZE DELLE RELIGIONI
- 73/S SCIENZE DELLO SPETTACOLO E DELLA PRODUZIONE MULTIMEDIALE
- 74/S SCIENZE E GESTIONE DELLE RISORSE RURALI E FORESTALI
- 75/S SCIENZE E TECNICA DELLO SPORT
- 76/S SCIENZE E TECNICHE DELLE ATTIVITÀ MOTORIE PREVENTIVE E ADATTATIVE
- 77/S SCIENZE E TECNOLOGIE AGRARIE
- 78/S SCIENZE E TECNOLOGIE AGROALIMENTARI
- 79/S SCIENZE E TECNOLOGIE AGROZOOTECNICHE
- 80/S SCIENZE E TECNOLOGIE DEI SISTEMI DI NAVIGAZIONE
- 81/S SCIENZE E TECNOLOGIE DELLA CHIMICA INDUSTRIALE
- 82/S SCIENZE E TECNOLOGIE PER L’AMBIENTE E IL TERRITORIO
- 83/S SCIENZE ECONOMICHE PER L’AMBIENTE E LA CULTURA
- 84/S SCIENZE ECONOMICO-AZIENDALI
- 85/S SCIENZE GEOFISICHE
- 86/S SCIENZE GEOLOGICHE
- 87/S SCIENZE PEDAGOGICHE
- 88/S SCIENZE PER LA COOPERAZIONE ALLO SVILUPPO
- 89/S SOCIOLOGIA
- 90/S STATISTICA DEMOGRAFICA E SOCIALE
- 91/S STATISTICA ECONOMICA, FINANZIARIA ED ATTUARIALE
- 92/S STATISTICA PER LA RICERCA SPERIMENTALE
- 93/S STORIA ANTICA
- 94/S STORIA CONTEMPORANEA
- 95/S STORIA DELL’ARTE
- 96/S STORIA DELLA FILOSOFIA
- 97/S STORIA MEDIEVALE
- 98/S STORIA MODERNA
- 99/S STUDI EUROPEI
- 100/S TECNICHE E METODI PER LA SOCIETÀ DELL’INFORMAZIONE
- 101/S TEORIA DELLA COMUNICAZIONE
- 102/S TEORIA E TECNICHE DELLA NORMAZIONE E DELL’INFORMAZIONE GIURIDICA
- 103/S TEORIE E METODI DEL DISEGNO INDUSTRIALE
- 104/S TRADUZIONE LETTERARIA E IN TRADUZIONE TECNICO-SCIENTIFICA